# Пабло Ескобар
Пабло Емилио Ескобар Гавирия (на испански: Pablo Emilio Escobar Gaviria) е известен колумбийски наркобос. Смятан е за един от най-безжалостните, амбициозни и могъщи дилъри в историята. Толкова забогатява от търговията с наркотици, че списание „Форбс“ го нарежда на 7-о място в списъка на най-богатите хора за 1989 г. Често наричан „Краля на кокаина“, Ескобар се превръща в най-богатия престъпник в историята, след като натрупва 30 милиарда долара, докато наркокартелът му установява монопол върху търговията с кокаин в САЩ през 1975-те и началото на 1990-те години.

## Ранни години
Ескобар започва криминалния си живот като крадец на коли в Меделин още като тийнейджър. Според слуховете той също краде надгробни камъни от гробищата и ги продава в други села от областта Антиокия. Впоследствие се захваща с бизнеса с кокаин и през 1970-те години започва да изгражда огромна наркоимперия.
Репутацията му нараства след като добре известният наркопласьор от Меделин Фабио Очоа Рестрепо е убит от хора на Ескобар през 1975 г. и всички хора на Рестрепо започват да работят за Ескобар. По това време Ескобар започва да създава бизнеса си с кокаин, изпращайки самолети до Панама, по контрабандния им път към САЩ. Впоследствие купува 15 по-големи самолета и 6 вертолета, но негов близък приятел загива при приземяването на единия от самолетите. Пабло прави възстановка на самолета и го поставя над входа към ранчото си Хасиенда Наполес. През май 1976 г. той и няколко от хората му са арестувани след връщането им с дрога от Еквадор. По време на процеса Пабло безуспешно се опитва да подкупи съдията. След много месеци правни спорове двамата полицаи, арестували Пабло, са убити и случаят приключва. От този момент Ескобар започва да урежда сметките си с властите чрез подкупи или убийства.

## Престъпна кариера и спечелване на слава
Тъй като по това време няма наркокартели в страната и само няколко наркобарона, Пабло вижда незавзета територия, която го чака. Той купува кокаинова паста от Перу и я преработва в лаборатория в двуетажна къща в Меделин. Много скоро търсенето на кокаин в САЩ се увеличава драстично и Ескобар започва да организира още доставки, маршрути и мрежи за разпространение из Флорида, Калифорния и други части на страната. Той и съоснователят на картела Карлос Ледер установяват нова точка на прикачване в Бахамите, на остров Норманс Кей, разположен на около 350 km югоизточно от брега на Флорида. Ескобар и американецът Робърт Веско закупуват по-голямата част от острова, включително самолетна писта с дължина 1 km, пристанище, хотел, лодки и къщи. Те построяват склад с охлаждане, където да се съхранява кокаинът. В периода 1978 – 1982 г. това е основният маршрут на дрогата за Меделинския картел. С огромните приходи, генерирани от него, Ескобар вече може да си позволи да купи 20 km2 земя в Антиокия, където построява известната си резиденция Хасиенда Наполес. Луксозният имот включва зоопарк, езеро, градина със скулптури, частна арена с бикове и други развлечения за семейството и картела му.
В даден момент е изчислено, че 70 – 80 тона кокаин се доставят от Колумбия в САЩ всеки месец. Към средата на 1980-те години, в разцвета на влиянието си, Меделинският картел пренася по 11 тона дрога на полет. Най-голямата доставка представлява 23 тона дрога, смесена с рибна паста и пренесена с лодка. Според брат му Роберто Ескобар, Пабло дори е използвал две малки подводници за пренасяне на огромните товари.
През 1982 г. Ескобар е избран за заместник-депутат в Камарата на представителите на Конгреса на Колумбия като член на Колумбийската либерална партия.
През 1980-те години Ескобар става международно известен, след като наркомрежата му печели слава. El Cartel de Medellin започва да контролира голяма част от наркотиците, внасяни в САЩ, Мексико, Пуерто Рико и Доминиканската република с кокаина, получаван главно от Перу и Боливия, най-вече заради по-доброто качество на наркотика. Продукцията на Ескобар достига много други нации, главно около двете Америки, въпреки че има слухове, че мрежата му достига и Азия. През кариерата си Ескобар подкупва множество правителствени чиновници, съдии и политици.
Смята се, че Ескобар е подкрепял обсадата на Двореца на правосъдието, извършена от социалистическото Движение 19 април през 1985 г. Обсадата, предизвикана в отговор на проучването от страна на Върховния съд на законността на договора за екстрадиция със САЩ, води до убийствата на половината съдии в съда. На партизаните е платено да нахлуят в двореца и да изгорят всички документи, касаещи групата наркотрафиканти, намиращи се под заплаха да бъдат екстрадирани в САЩ от правителството на Колумбия. В списъка фигурира и Ескобар.
В разцвета на силите си Меделинският картел внася в Колумбия над 70 милиона долара на ден (или около 26 милиарда годишно). Картелът изразходва над 1000 долара на седмица само за закупуването на ластици, с които да захваща пачките с пари. Повечето от парите се съхраняват в складове, но около 10% от доходите се отписват, тъй като в някои складове мишките започва да гризат банкнотите.
Към 1989 г. списание „Форбс“ оценява богатството на Пабло Ескобар на близо до 3 млрд. долара, докато картелът му контролира около 80% от глобалния пазар на кокаин. Смята се, че именно Ескобар финансира местния футболен отбор Атлетико Насионал, който спечелва престижната Копа Либертадорес през 1989 г.
И докато Ескобар е враг в лицето на правителствата на Колумбия и САЩ, в Меделин е считан за герой от мнозина, особено от по-бедните. Той има вроден талант към връзките с обществеността и поощрява кооперирането между бедните колумбийци. Бидейки дългогодишен спортен запалянко, той финансира множество футболни игрища и детски футболни отбори. Той е отговорен и за построяването на къщи в западните части на страната, което го прави изключителни популярен сред бедните. Ескобар работи усърдно по поддържането на образа си на Робин Худ и често раздава пари чрез множество жилищни проекти и други обществени дейности. Много хора в Меделин помагат на Ескобар да избегне залавяне от полицията, служейки му като информатори и криейки информация от властите.
Продължителната борба на колумбийския картел да поддържа върховенството си над закона довежда до това, че Колумбия се превръща в страната с най-много убийства в света – 25 100 към 1991 г. и 27 100 към 1992 г. Ескобар наема убийци срещу полицаите, в резултат на което загиват над 600 служители на реда.

### Затвор
След като Луис Карлос Галан оповестява влиянието на наркокартелите върху колумбийската политика и обвинява Меделинския картел и Пабло Ескобар за главни виновници, той започва да получава смъртни заплахи. Картелът го убива на 18 август 1989 г. в Богота. След това администрацията на новопостъпилия президент Сесар Гавирия се мобилизира срещу Ескобар и наркокартелите. В крайна сметка правителството преговаря с Ескобар и го убеждава да се предаде и да преустанови престъпната си дейност в замяна на намалена присъда и преференциално отношение в затвора. Обявявайки край на поредицата от насилствени действия, поставящи под напрежение властите и обществото, Ескобар се предава на колумбийските власти през 1991 г. Малко преди това новосъставената конституция на страната забранява екстрадицията на колумбийски граждани в САЩ. Законът предизвиква противоречия, тъй като обществото смята, че Ескобар и други наркобарони са повлияли на Учредителното събрание, за да го приемат.
Ескобар е затворен в своя луксозен частен затвор – Ла Катедрал. Там той разполага с футболно игрище, бар, джакузи и стаи за забавления. Това не му попречва да ръководи престъпната си дейност. Правителството тогава решава да го премести в обикновен затвор на 22 юли 1992 г. Влиянието на Ескобар обаче му позволява да научи за плана предварително, при което той успешно бяга от затвора и прекарва остатъка от живота си в бягство от властите.
В последвалото търсене на Ескобар се включват специални части от САЩ. Те обучават и съветват местните колумбийски полицаи. Впоследствие се образува дори и група за саморазправа с Ескобар, наречена Лос Пепес. Групата е финансирана от съперниците му, включително картела Кали и паравоенния наркотрафикант Карлос Кастаньо. Лос Пепес водят кървава война, в която над 300 от сътрудниците на Ескобар, адвокатът му и роднините му са избити. Американските и колумбийските разузнавателни служби снабдяват Лос Пепес с информация. Така Меделинският картел започва бързо да запада.

## Фатален край
В продължение на повече от 16 месеца Ескобар е преследван от колумбийските и американските власти, притекли се на помощ. Опитва се да води преговори с президента, като изпраща писмо, в което казва, че ще се предаде отново, само ако му позволят да излежи присъдата си под домашен арест, иначе заплашва да предприеме една най-тежките бомбени атаки, която страната е виждала. На всички вече им е омръзнало от играта на котка и мишка и в отговор му се казва, че единствено може да му се осигури защита.
След като доверено лице на Ескобар предава думите на президента, Пабло се ядосва и предприема бомбена атака. Тя е предвидена да избухне близо до сградата на правителството, но нещата се объркват и тя избухва пред книжарница. Загиват 24 души, а 73 са ранени. Много от тези невинни жертви са деца. Наркобаронът е много ядосан от неуспешната атака и решава да предприеме втора. След първата той започва да губи общественото уважение. Втората бомба е заложена на произволно място и там са убити 11 и ранени 200 души.
Пабло решава да предпази семейството си от евентуален риск и ги изпраща във Франкфурт, Германия. Колумбийските власти разбират за това и се свързват с германското посолство с молба да не допускат близките на наркобарона. В отговор на молбата, германските власти се съгласяват и семейството на Ескобар е върнато. По този начин властите в Колумбия се застраховат, тъй като знаят, че Ескобар няма да предприеме кой знае каква атака, знаейки, че семейството му е в опасност. С връщането на неговите близки, властите ги чакат на летището и от там ги водят в хотел в центъра на Богота. По този начин стягат примката около врата на Ескобар.
След като наркобаронът се свързва със семейството си, нищо неподозиращият му син казва, че журналист иска да вземе интервю от баща му. Ескобар решава, че с това интервю може отново да вдигне реномето си пред колумбийското общество. Двамата се разбират да се чуят на 2 декември 1993 г. в 15:00 ч.
На 2 декември, ден след 44-тия си рожден ден, Ескобар звъни на сина си 15 мин. по-рано и така те започват да отговарят на 40-те въпроса. Ескобар говори от такси и по този начин той несъзнателно обърква своите преследвачи, които се опитват да го локализират чрез трилатерация. В 15:03 ч. той спира и влиза в къща, продължавайки да говори със сина си по телефона. В този момент властите разбират, че ако не го хванат сега, ще трябва да чакат още дълго за друга такава възможност. Те нахлуват в къщата, а Ескобар дочува стъпки и казва на сина си, че ще му се обади по-късно. След като затваря телефона, той взема пистолета си. Ескобар и телохранителят му произвеждат няколко изстрела, след което скачат през прозореца върху съседния покрив. Двамата са убити от властите, докато бягат. Ескобар е прострелян на три места, като единият куршум попада смъртоносно в главата му. Така приключва 16-месечната борба на властите с най-влиятелния криминален престъпник в историята. Скоро след това рухва и Меделинският картел.
След смъртта му, образът на Ескобар вдъхновява множество книги и филми.